# Ушбулак (Урджарський район)
Ушбула́к (каз. Үшбұлақ) — село у складі Урджарського району Абайської області Казахстану. Входить до складу Кониршаулинського сільського округу.
Населення —  (2021; 109 у 2009, 181 у 1999, 315 у 1989).
Національний склад станом на 1989 рік:
- казахи — 100 %